# Erner Huebsch
Erner Huebsch ou Erner Hübsch, mort à Berlin le 17 février 1925 fut un acteur allemand du cinéma muet.

## Filmographie partielle
- 1914 : Le Petit Ange (en) (Engelein) d'Urban Gad
- 1918 : Le Crime du chemin de fer (de) (Der Eisenbahnmarder) de Johannes Guter
- 1919 : La Peste à Florence (Die Pest in Florenz) d'Otto Rippert
- 1919 : Madame Butterfly (Harakiri) de Fritz Lang
- 1920 : Les Sept Péchés capitaux (Die sieben Todsünden) de Heinrich Peer (en) et Frederic Zelnik
- 1920 : So ein Mädel d'Urban Gad
- 1921 : Poing de fer (Die eiserne Faust) de Joseph Delmont
- 1922 : La Maison disparue (en) (Das verschwundene Haus) de Harry Piel
- 1922 : Docteur Mabuse le joueur (Doktor Mabuse, der Spieler) de Fritz Lang